# Liste der Kulturdenkmäler in Hontheim
In der Liste der Kulturdenkmäler in Hontheim sind alle Kulturdenkmäler der rheinland-pfälzischen Ortsgemeinde Hontheim einschließlich der Ortsteile Krinkhof und Wispelt aufgeführt. Im Ortsteil Bonsbeuern sind keine Kulturdenkmäler ausgewiesen. Grundlage ist die Denkmalliste des Landes Rheinland-Pfalz (Stand: 10. August 2023).

## Einzeldenkmäler
| Bezeichnung                            | Lage                                                              | Baujahr                   | Beschreibung | Bild                           |
| -------------------------------------- | ----------------------------------------------------------------- | ------------------------- | --- | ------------------------------ |
| Quereinhaus                            | Hontheim, Dauner Straße 7 Lage                                    | 1844                      | teilweise (verputztes) Fachwerk, bezeichnet 1844                                                                               | BW                             |
| Katholische Pfarrkirche St. Margaretha | Hontheim, Kirchstraße 8 Lage                                      | ab 1578                   | sechsachsiger Saalbau, 1856–58, mit Resten des barocken Vorgängerbaus an spätestgotischem Chor, bezeichnet 1578                | Fotos hochladen                |
| Wegekapelle                            | Hontheim, Wittlicher Straße, gegenüber Nr. 24/24a Lage            | 18. oder 19. Jahrhundert  | Putzbau, 18. oder 19. Jahrhundert; Rotsandsteinskulptur                                                                        | Fotos hochladen                |
| Entersburg                             | Hontheim, nordöstlich des Ortes Lage                              | Ende des 11. Jahrhunderts | bauliche Gesamtanlage mit Aussichtsturm, davor mehrere Terrassen mit verschiedenen Mauerresten der 1138 zerstörten Nentirsburg | weitere Bilder Fotos hochladen |
| Wegekapelle                            | Hontheim, östlich des Ortes an der L 104 (Bertricher Straße) Lage | 19. Jahrhundert           | Putzbau, wohl aus dem 19. Jahrhundert; innen Pietàrelief                                                                       | BW                             |
| Wegekapelle                            | Hontheim, südwestlich des Ortes an der B 421 Lage                 | spätes 18. Jahrhundert    | Putzbau, eventuell noch aus dem 18. Jahrhundert; innen Pietàrelief                                                             | Fotos hochladen                |
| Wegekapelle                            | Hontheim, westlich des Ortes im Feld; Flur Auf der Saukaul Lage   | 18. oder 19. Jahrhundert  | Putzbau, 18. oder 19. Jahrhundert                                                                                              | BW                             |
| Katholische Kapelle St. Michael        | Krinkhof, Nr. 28 Lage                                             | 1853                      | dreiachsiger Saalbau mit dreiseitigem Chorschluss und schlankem, achteckigem Dachreiter, 1853                                  | weitere Bilder Fotos hochladen |
| Wegekapelle                            | Krinkhof, südlich des Ortes am Hochbehälter Lage                  | 1882                      | Putzbau, 1882; neugotischer Altar                                                                                              | weitere Bilder Fotos hochladen |
| Katholische Filialkirche St. Wendelin  | Wispelt, Dorfstraße 37 Lage                                       | 1831                      | zweiachsiger Saalbau, bezeichnet 1831                                                                                          | weitere Bilder Fotos hochladen |
| Wegekapelle                            | Wispelt, nördlich des Ortes an der B 421 Lage                     | 1884                      | Putzbau, bezeichnet 1884 | weitere Bilder Fotos hochladen |
| Wegekapelle                            | Wispelt, nördlich unweit des Ortes an der B 421 Lage              | 19. Jahrhundert           | Putzbau, 19. Jahrhundert | weitere Bilder Fotos hochladen |